# ニゲリシン
ニゲリシン(Nigericin)は、Streptomyces hygroscopicusに由来する抗生物質である。1950年代に単離について記載され、1968年にX線結晶構造解析により構造が解明された。構造と性質は、同じ抗生物質のモネンシンに似る。商業的には、ゲルダナマイシンの発酵の際の副産物または不純物として得られる。ポリエテリンA、アザロマイシンM、ヘリキシンC、抗生物質K178、抗生物質X-464とも呼ばれる。
ニゲリシンは、H+、K+、Pb2+等のイオノフォアとして働く。最も一般的には、H+、K+のアンチポーターとして働く。
かつて、ニゲリシンはグラム陽性菌に対する抗生物質として用いられていた。真核生物の細胞でゴルジ体の機能を阻害する。また、ニゲリシンは抗HIV活性も示す。